# Auburn, New Hampshire
Auburn là một thị xã thuộc quận Rockingham trong tiểu bang New Hampshire, Hoa Kỳ. Thành phố có diện tích km2, dân số theo điều tra năm 2000 của Cục điều tra dân số Hoa Kỳ là 4682 người, dân số năm 2009 ước khoảng 5110 người.